# Podatnik VAT czynny
Podatnik czynny – podmiot zarejestrowany do VAT, wykonuje czynności opodatkowane.
Ustawa o podatku od towarów i usług definiuje, że czynnymi podatnikami są wszyscy podatnicy VAT, którzy są zobowiązani do uregulowania podatku dochodowego oraz podatku od towarów i usług. Czynnym jest również podatnik niewyrejestrowany z ewidencji VAT dokonywanej przez Urząd Skarbowy.
Podatnicy, których obroty nie przekraczają w skali roku 200 000 zł mają co do zasady wybór – mogą opłacać VAT lub korzystać ze zwolnienia VAT.

## Warunki
Zgodnie z ustawą o VAT, podmioty czynne VAT, to:
1. podatnicy, u których wartość sprzedaży opodatkowanej przekroczyła graniczną kwotę 200 000 zł. Po przekroczeniu limitu każda kolejna sprzedaż podlega opodatkowaniu, tzn. przekroczenie wskazanego limitu rodzi obowiązek rejestracji w kolejnym okresie podatkowym jako podatnik VAT;
2. przedsiębiorcy nieposiadający siedziby działalności gospodarczej na terytorium kraju;
3. przedsiębiorcy, którzy już od pierwszej sprzedaży muszą być czynnymi podatnikami VAT. Dotyczy to podatników, którzy zajmują się:
- dokonywaniem dostaw:
  - towarów wymienionych w załączniku nr 12 do ustawy (m.in. noże i sztućce – nakrycia stołowe srebrzone inaczej niż platerowane, monety, niektóre wyroby jubilerskie),
  - towarów opodatkowanych podatkiem akcyzowym, w rozumieniu przepisów o podatku akcyzowym, z wyjątkiem:
    - energii elektrycznej (PKWiU 35.11.10.0),
    - wyrobów tytoniowych,
    - samochodów osobowych, innych niż wymienione w lit. e, zaliczanych przez podatnika, na podstawie przepisów o podatku dochodowym, do środków trwałych podlegających amortyzacji,

  - budynków, budowli lub ich części, w przypadkach, o których mowa w art. 43 ust. 1 pkt 10 lit. a i b,
  - terenów budowlanych,
  - nowych środków transportu;
- świadczeniem usług:
  - prawniczych,
  - w zakresie doradztwa, z wyjątkiem doradztwa rolniczego związanego z uprawą i hodowlą roślin oraz chowem i hodowlą zwierząt, a także związanego ze sporządzaniem planu zagospodarowania i modernizacji gospodarstwa rolnego,
  - jubilerskich[2].

## Obowiązki
Podatnicy VAT czynni zobowiązani są do:
- Zgłoszenia rejestracyjnego VAT – złożenie formularza VAT-R do naczelnika urzędu skarbowego. Dokonanie zgłoszenia jest konieczne przed dniem wykonania pierwszej czynności opodatkowanej.
- Składania deklaracji podatkowych – raz w miesiącu, albo raz na kwartał. Okres rozliczeniowy ustala się na początku każdego roku rozliczeniowego. Termin składania deklaracji VAT-7 (rozliczenie miesięczne) to 25 dzień każdego miesiąca lub VAT-7K (rozliczenie kwartalne) to 25 dzień w miesiącu (następującym po danym kwartale).
- Wystawiania faktur VAT – faktura wystawiana nie później niż 15 dnia miesiąca następującego po miesiącu, w którym dokonano dostawy towaru lub wykonano usługę.
- Prowadzenia ewidencji sprzedaży (i zakupów).
- Prowadzenia rejestru VAT – wydawania faktur i składania dodatkowych deklaracji,
- Wpłacanie do urzędu skarbowego VAT-u wynikającego z deklaracji[2].

## Narzędzia
Ministerstwo Finansów udostępnia przedsiębiorcom usługę„sprawdzanie statusu podmiotu w VAT” ↓  w celu uzyskania pełnej informacji na temat statusu kontrahenta – podanie numeru NIP skutkuje wyświetleniem się pełnej informacji dotyczącej statusu kontrahenta, czy jest aktualnie podatnikiem czynnym VAT, czy zwolnionym z VAT.